# Нечёткая логическая переменная
Нечёткая логическая переменная может быть описана тройкой параметров <a, X, А>, где:
1. а — имя нечёткой переменной;
2. Х — универсальное множество, на котором заданы значения переменной а;
3. A —  нечёткое подмножество универсального множества X, для каждого элемента которого определена  функция m(x), задающая степень принадлежности данного элемента к множеству А.

Параметр A может быть задан различными способами: табличным, графическим, аналитическим.
Примеры
а = «Высокий рост»;
X — множество натуральных чисел N;
A = {150/0 + 160/0.1 + 170/ 0.2 + 180/0.5 + 190/0.7 + 200/0.9 + 210/1} (табличное представление)